# Panthrakikos Football Club
Maillots
Le Athlitikos Podosfairikos Syllogos Panthrakikos (en grec moderne : Αθλητικός Ποδοσφαιρικός Σύλλογος Πανθρακικός), plus couramment abrégé en Panthrakikós, est un club grec de football fondé en 1963 et basé dans la ville de Komotiní, dans la région de la Thrace, au nord-est de la Grèce.
Ses couleurs sont le vert et l’orange.

## Histoire
Le club a été fondé en 1963. À l'issue de la saison 2007-2008, il accède pour la première fois de son histoire à la Superleague Elláda (première division) en terminant 3e de Beta Ethniki. Il parvient à se maintenir dans l'élite au cours de la saison 2008-2009, mais est relégué à l'issue de la saison suivante. En 2012, le Panthrakikós est sacré champion de la « Football League » (ancienne Beta Ethniki), et accède à nouveau à la Superleague.
Au cours de la saison 2016-2017, le club est exclu de la Ligue de football en raison de problèmes financiers.
Lors de la saison 2017-2018, il débute dans la 2e catégorie amateur et remporte la promotion pour le  1er niveau amateur, en tant que vice-champion.

## Stade
Le club de Panthrakikós joue au Stade de Komotiní (Στάδιο Κομοτηνής). D’une capacité initiale de 3 000 places, il est construit en 1922, et rénové en 2006. Le record d’affluence est de 4 100 spectateurs, et date du 14 mai 2006, lors du match opposant le Panthrakikós au PAS Giannina.
À la fin de la saison 2007-2008 au cours de laquelle l'équipe parvient à accéder à la Super League, le stade municipal est jugé inapte à accueillir des matchs à un tel niveau ; une rénovation devient urgente. Plusieurs projets sont proposés, ce qui cause des modifications sur les plans initialement annoncés lors de la mise en vente des abonnements[pas clair] (qui permettent aux supporteurs les plus fidèles de payer d'avance pour tous les matchs à domicile de la saison et ainsi d'obtenir une carte leur donnant accès à tous ces matchs sans devoir payer sur place). Les travaux débutent finalement début juillet. Une course contre la montre s'engage afin que tout soit prêt la date de démarrage de la saison, le 31 août. À l'aile sud du stade est construite une nouvelle tribune afin d'augmenter la très faible capacité. Des sièges plastiques sont installés un peu partout. Enfin, quatre pylônes venus de France sont installés, permettant l'organisation de rencontres en nocturne qui était jusqu'alors impossible en l'absence d'éclairage.

## Palmarès
- Championnat de Grèce D2 (1) :
  - Champion : 2011-12.

- Championnat de Grèce D3 (1) :
  - Champion : 1978-79.

## Personnalités du club

### Présidents du club
- Ioannis Kitzidis
- Tasos Karaolanis
- Babis Sakaris

### Entraîneurs du club
| - Kostas Vasilakakis (2004 - 2006) - Zisis Tsekos (2006) - Dimitris Kalaitzidis (2006) - Symeon Nantsos (2006) - Giánnis Goúnaris (2006) - Kostas Vasilakakis (2006 - 2008) - Emilio Ferrera (2008 - 2009) - Ilie Dumitrescu (2009) - Leonidas Bilis (2009) - Albert Cartier (2009 - 2010) | - Pavlos Dermitzakis (2010) - Kostas Vasilakakis (2010) - Zoran Stoinović (2010) - Emilio Ferrera (2010 - 2011) - Savvas Pantelidis (2011 - 2012) - Pavlos Dermitzakis (2012 - 2013) - Akis Mantzios (2013 - 2014) - Nikolaos Bacharidis (2014) - José Manuel Roca (2014 - 2015) - Dimítrios Eleftherópoulos (2015 - 2016) | - Giannis Chatzinikolaou (2016) - Zoran Stoinović (2016) - Konstantinos Anyfantakis (2016) - Kostas Gemenetzis (2016) - Kostas Vasilakakis (2016 - 2017) - Athanasios Kyrialanis (2017 - 2018) - Kostas Gemenetzis (2018 - 2019) - Nikolaos Bacharidis (2019 -) |

### Anciens joueurs du club
- Marama Vahirua
- Aleix Vidal